# Tân Hiệp (Phú Giáo, Bình Dương)
Tân Hiệp is een xã in huyện Phú Giáo, een district in de Vietnamese provincie Bình Dương.
Tân Hiệp ligt ten westen van Phước Vĩnh, de hoofdplaats van het district. Tân Hiệp ligt in het westen van het district en ligt op de oostelijke oever van de Sông Bé.